# 李英杰 (1950年)
李英杰（1950年3月—2014年9月15日），男，湖南长沙人，中华人民共和国政治人物。辽宁省委党校行政管理专业函授毕业，中共中央党校法学理论专业在职研究生学历。

## 生平
1973年加入中国共产党。历任中共本溪市委常委、秘书长、市委副书记、常务副市长、代市长、市长、市委书记，中共鞍山市委书记，中共沈阳市委副书记、代市长、市长等职。2008年起担任全国人大代表。2010年1月当选辽宁省第十一届人民代表大会常务委员会副主任。2014年去世。